# Mijnstreekderby
De Mijnstreekderby is een voetbalwedstrijd tussen de clubs Fortuna Sittard en Roda JC Kerkrade. Beide clubs vertegenwoordigen van oudsher een Mijnstreek in Limburg: Fortuna de westelijke en Roda JC Kerkrade de oostelijke. Vanaf begin jaren 70 is de wedstrijd meer beladen geworden nadat beide clubs hun eigenlijke streekderby verloren door een fusie of terugkeer naar de amateurs.

## Uitslagen
| Seizoen | Competitie     | Thuisploeg       | Uitslag | Uitploeg         | Doelpuntenmakers                                                | Doelpuntenmakers                                   |
| Seizoen | Competitie     | Thuisploeg       | Uitslag | Uitploeg         | Thuisploeg                                                      | Uitploeg                                           |
| ------- | -------------- | ---------------- | ------- | ---------------- | --------------------------------------------------------------- | -------------------------------------------------- |
| 1971/72 | Eerste divisie | Fortuna SC       | 1–2     | Roda JC          | Harrie Aben                                                     | Henk van Rooij (2x)                                |
| 1971/72 | Eerste divisie | Roda JC          | 2–0     | Fortuna SC       | Willy Coolen, Henk van Rooij                                    |                                                    |
| 1972/73 | Eerste divisie | Roda JC          | 2–1     | Fortuna SC       | Henk van Leeuwen, Herbert Bönnen                                | Bart Stovers                                       |
| 1972/73 | Eerste divisie | Fortuna SC       | 1–0     | Roda JC          | Uwe Blotenberg                                                  |                                                    |
| 1980/81 | KNVB beker     | Fortuna Sittard  | 1–2     | Roda JC          | Hans Engbersen                                                  | John Eriksen, Dick Nanninga                        |
| 1982/83 | Eredivisie     | Roda JC          | 1–1     | Fortuna Sittard  | Martin van Geel                                                 | Tini Ruijs                                         |
| 1982/83 | Eredivisie     | Fortuna Sittard  | 1–1     | Roda JC          | Wilbert Suvrijn                                                 | John Eriksen                                       |
| 1983/84 | Eredivisie     | Fortuna Sittard  | 1–1     | Roda JC          | Theo van Well                                                   | John Eriksen                                       |
| 1983/84 | Eredivisie     | Roda JC          | 1–2     | Fortuna Sittard  | Chris Guthrie                                                   | Wim Koevermans, Mario Eleveld                      |
| 1983/84 | KNVB beker     | Roda JC          | 1–2     | Fortuna Sittard  | René Hofman                                                     | Wim Koevermans, Theo van Well                      |
| 1984/85 | Eredivisie     | Fortuna Sittard  | 0–0     | Roda JC          |                                                                 |                                                    |
| 1984/85 | Eredivisie     | Roda JC          | 2–3     | Fortuna Sittard  | Martin van Geel, Jos Daerden                                    | Rob Philippen, Gerrie Schrijnemakers, Arthur Hoyer |
| 1985/86 | Eredivisie     | Roda JC          | 2–3     | Fortuna Sittard  | Henny Meijer (2x)                                               | Anne Evers, Wout Holverda, Wilbert Suvrijn         |
| 1985/86 | Eredivisie     | Fortuna Sittard  | 2–1     | Roda JC          | Frans Thijssen, Arthur Hoyer                                    | Edwin Gorter                                       |
| 1986/87 | Eredivisie     | Roda JC          | 2–0     | Fortuna Sittard  | Pierre Blättler, Piet Wildschut                                 |                                                    |
| 1986/87 | Eredivisie     | Fortuna Sittard  | 0–2     | Roda JC          |                                                                 | Henny Meijer, Eugène Hanssen                       |
| 1987/88 | Eredivisie     | Roda JC          | 0–2     | Fortuna Sittard  |                                                                 | Sigi Lens, Anton Janssen                           |
| 1987/88 | Eredivisie     | Fortuna Sittard  | 0–0     | Roda JC          |                                                                 |                                                    |
| 1987/88 | KNVB beker     | Roda JC          | 2–0     | Fortuna Sittard  | Roger Raeven (2x)                                               |                                                    |
| 1988/89 | Eredivisie     | Fortuna Sittard  | 1–1     | Roda JC          | René Maessen                                                    | Eric van der Luer                                  |
| 1988/89 | Eredivisie     | Roda JC          | 1–1     | Fortuna Sittard  | Alfons Groenendijk                                              | Erik Meijer                                        |
| 1989/90 | Eredivisie     | Fortuna Sittard  | 1–1     | Roda JC          | Mark Farrington                                                 | Bert Verhagen                                      |
| 1989/90 | Eredivisie     | Roda JC          | 0–1     | Fortuna Sittard  |                                                                 | Mark Farrington                                    |
| 1990/91 | Eredivisie     | Fortuna Sittard  | 0–1     | Roda JC          |                                                                 | Graham Arnold                                      |
| 1990/91 | Eredivisie     | Roda JC          | 1–1     | Fortuna Sittard  | Bert Verhagen                                                   | Richard Sneekes                                    |
| 1991/92 | Eredivisie     | Roda JC          | 0–0     | Fortuna Sittard  |                                                                 |                                                    |
| 1991/92 | Eredivisie     | Fortuna Sittard  | 0–1     | Roda JC          |                                                                 | Wilson Ajah Ogechukwu                              |
| 1992/93 | Eredivisie     | Roda JC          | 4–1     | Fortuna Sittard  | Eugène Hanssen (2x), Stefan Jansen, Erwin Vanderbroeck          | René Hofman                                        |
| 1992/93 | Eredivisie     | Fortuna Sittard  | 1–1     | Roda JC          | Richard Sneekes                                                 | Michel Broeders                                    |
| 1994/95 | KNVB beker     | Fortuna Sittard  | 2–1     | Roda JC          | André van der Zander, Rafael Losada                             | Dirk Jan Derksen                                   |
| 1995/96 | Eredivisie     | Roda JC          | 1–1     | Fortuna Sittard  | Arno Doomernik                                                  | Mark Burke                                         |
| 1995/96 | Eredivisie     | Fortuna Sittard  | 1–1     | Roda JC          | Michael Jeffrey                                                 | Johan de Kock                                      |
| 1996/97 | Eredivisie     | Roda JC          | 0–1     | Fortuna Sittard  |                                                                 | Robert Roest                                       |
| 1996/97 | Eredivisie     | Fortuna Sittard  | 0–3     | Roda JC          |                                                                 | Eric van der Luer, Regillio Vrede, Ger Senden      |
| 1997/98 | Eredivisie     | Fortuna Sittard  | 1–1     | Roda JC          | Ruud Kool                                                       | Gábor Torma                                        |
| 1997/98 | Eredivisie     | Roda JC          | 0–0     | Fortuna Sittard  |                                                                 |                                                    |
| 1998/99 | Eredivisie     | Roda JC          | 5–3     | Fortuna Sittard  | Peter Van Houdt (2x), Bob Peeters, Marc Nygaard, Regillio Vrede | Mark van Bommel (2x), Ronald Hamming               |
| 1998/99 | Eredivisie     | Fortuna Sittard  | 0–1     | Roda JC          |                                                                 | Bob Peeters                                        |
| 1999/00 | Eredivisie     | Roda JC          | 3–0     | Fortuna Sittard  | Joos Valgaeren, Bernard Tchoutang, Bob Peeters                  |                                                    |
| 1999/00 | Eredivisie     | Fortuna Sittard  | 1–2     | Roda JC          | Matthew Amoah                                                   | Joos Valgaeren, Garba Lawal                        |
| 2000/01 | Eredivisie     | Roda JC          | 1–0     | Fortuna Sittard  | Regillio Vrede                                                  |                                                    |
| 2000/01 | Eredivisie     | Fortuna Sittard  | 1–0     | Roda JC          | Nenad Bjeković                                                  |                                                    |
| 2001/02 | Eredivisie     | Roda JC          | 1–0     | Fortuna Sittard  | Giannis Anastasiou                                              |                                                    |
| 2001/02 | Eredivisie     | Fortuna Sittard  | 0–0     | Roda JC          |                                                                 |                                                    |
| 2014/15 | Eerste divisie | Fortuna Sittard  | 0–2     | Roda JC Kerkrade |                                                                 | Nayib Lagouireh, Johan Plat                        |
| 2014/15 | Eerste divisie | Roda JC Kerkrade | 1–3     | Fortuna Sittard  | Tom Van Hyfte                                                   | Roel Janssen (3x)                                  |
| 2020/21 | KNVB beker     | Roda JC Kerkrade | 0–2     | Fortuna Sittard  |                                                                 | Sebastian Polter, Zian Flemming                    |

## Wedstrijdstatistieken
| Wedstrijdstatistieken | Wedstrijdstatistieken | Wedstrijdstatistieken | Wedstrijdstatistieken | Wedstrijdstatistieken | Wedstrijdstatistieken | Wedstrijdstatistieken |
| Competitie            | Wedst.                | FOR                   | Gelijk                | RJC                   | DFOR                  | DRJC                  |
| --------------------- | --------------------- | --------------------- | --------------------- | --------------------- | --------------------- | --------------------- |
| Eredivisie            | 36                    | 8                     | 16                    | 12                    | 31                    | 43                    |
| Eerste divisie        | 6                     | 2                     | 0                     | 4                     | 6                     | 9                     |
| KNVB Beker            | 5                     | 3                     | 0                     | 2                     | 7                     | 6                     |
| TOTAAL                | 47                    | 13                    | 16                    | 18                    | 44                    | 58                    |